# 瓦烏 (巴布亞新畿內亞)

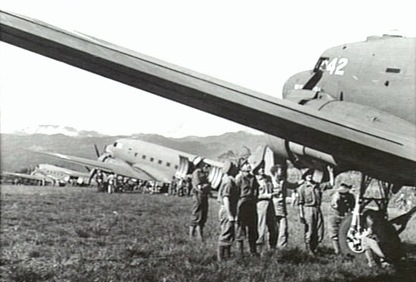

瓦烏是巴布亞新畿內亞的城鎮，距離萊城74公里，由莫雷貝省負責管轄，海拔高度1,080米，該鎮在1920年至1930年期間出現淘金熱，2005年人口約5,000。